# Col de Fontfroide
Le col de Fontfroide à 973 m est un col routier de la montagne de l'Espinouse dans le Massif central dans le département de l'Hérault, sur la commune de Fraisse-sur-Agout, entre les bourgs de Fraisse-sur-Agout et de Saint-Vincent-d'Olargues.

## Géographie
Le col se trouve sur la ligne de partage des eaux entre océan Atlantique et mer Méditerranée, dans le parc naturel régional du Haut-Languedoc. Le constrate climatique est très élevé entre les deux versants : Fraisse-sur-Agout est très verdoyante tandis que Saint-Vincent-d'Olargues a une végétation méditerranéenne avec oliviers et cigales.

### Accès
Le col est à l'intersection des routes départementales 14 et 53 dont il constitue une extrémité.

### Topographie
La montée par la D14 depuis Fraisse-sur-Agout (vallée de l'Agout) est un faux-plat montant.
La montée par la D14 depuis Olargues (vallée du Jaur) est longue de 11,8 km avec un dénivelé de 780 m, soit une pente moyenne de 6,6 %.

## Histoire
Au col a été érigée une grande stèle comprenant des cendres de déportés d’Auschwitz et des fragments du fil de fer barbelé électrifié qui entourait les camps d'Auschwitz et de Sachsenhausen. Une plaque apposée cite George Santayana « Celui qui veut ignorer son passé est condamné à le revivre ».

## Activités

### Énergie

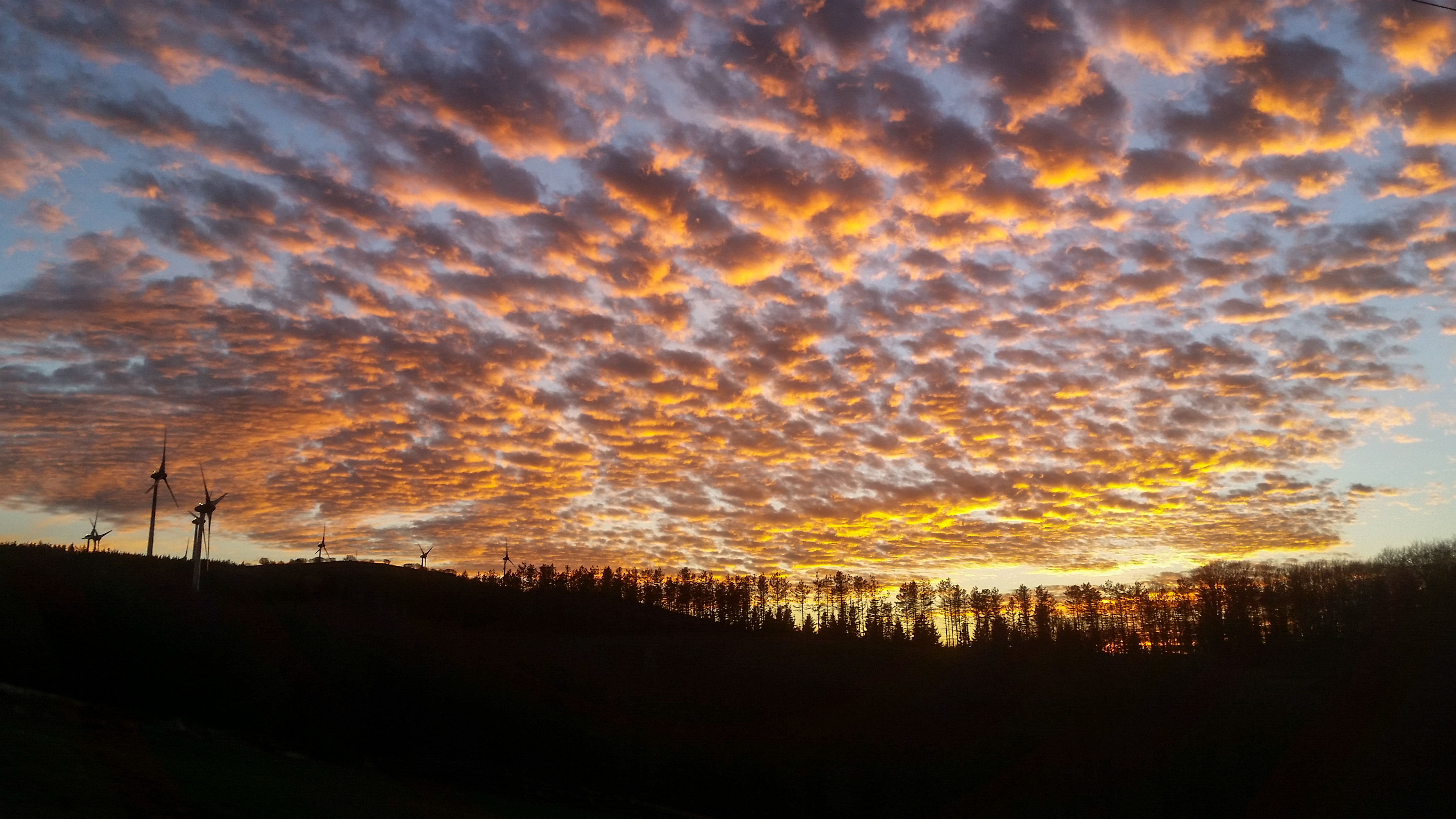
Les éoliennes au sud du col de Fontfroide

Un parc de 10 éoliennes surplombant le col et produisant 23 mégawatts, soit l’équivalent de la consommation d’environ 40 000 personnes, est opérationnel depuis 2013.

### Cyclisme
Le col est sur le parcours de la 14e étape du Tour de France 1994 entre Castres (Tarn) et Montpellier (Hérault).
Il est emprunté en 1re catégorie et principale difficulté de la 1re étape de la Route d'Occitanie 2021 entre Cazouls-lès-Béziers et Lacaune-les-Bains.

### Randonnée
Le sentier de grande randonnée 7, reliant le ballon d'Alsace à Andorre, passe au col dans un axe nord-est - sud-ouest entre Lodève (Hérault) et Mazamet (Tarn). En région Occitanie, le GR7 inclut le sentier européen E4.